# Гапка, Петр
Петр Гапка (чеш. Petr Hapka; 13 мая 1944, Прага — 25 ноября 2014, Окорж, Прага-запад) — чешский музыкант, композитор, певец и дирижёр.

## Биография
Родился в семье певца оперетты и художника, среди его родственников был композитор Франц Легар. Благодаря своим врождённым талантам научился играть на пианино в трёхлетнем возрасте и сочинил свои первые песни в четыре года.
Окончил Пражскую консерваторию. Ученик Олдржиха Нового.
Работал пианистом в театрах, для которых также сочинял сценическую музыку. В 1967 году в возрасте 23 лет Петр Гапка стал дирижёром театра «Отомор Крейча Гейт», где он также выступал.
Автор не только популярных хитов, некоторые из которых он спел, но и музыки для ряда фильмов. Видный кинокомпозитор. П. Гапка был одним из самых плодовитых и самобытных чешских композиторов в этой области искусства. Его имя фигурирует в заголовках более 110 художественных и телевизионных сериалов и документальных фильмов.
Подписал Антихартию.
Был дважды женат, имеет семеро детей.
В 2013 году у него развилась болезнь Альцгеймера.

## Студийные альбомы
- 1987: Potměšilý host
- 1988: V penziónu Svět
- 1996: Citová investice
- 2001: Mohlo by tu být i líp
- 2006: Strážce plamene
- 2009: Kudykam
- 2011: Tante Cose da Veder

## Избранная фильмография
- 1973: Секрет племени Бороро
- 1976: День моей любви
- 1976: Лето с ковбоем
- 1977: Розовые сны
- 1978: Красавица и Чудовище
- 1979: Девятое сердце
- 1981: Вампир от Ферата
- 1983: Тысячелетняя пчела
- 1984: Мы все, обязательно посещающие школу (сериал)
- 1985: Perinbaba
- 1987: Кто этот солдат?
- 1989: Vážení přátelé, ano
- 1993: Семь воронов
- 1995: Нас было пятеро (сериал)
- 1999: Hanele
- 2002: Фимфарум Яна Вериха

## Награды
- Лауреат премии Чешской академии кино и телевидения «Чешский лев» в категории «за лучшую музыку» (2000 и 2003 год).